# Södra Höksjön
Södra Höksjön är en sjö i Filipstads kommun, som ingår i Göta älvs huvudavrinningsområde. Sjön har en area på 0,302 kvadratkilometer och ligger 253 meter över havet. Den avvattnas av vattendraget Höksjöälven.

## Delavrinningsområde
Södra Höksjön ingår i det delavrinningsområde (667439-140747) som SMHI kallar för Mynnar i Gullspångsälven. Medelhöjden är 290 meter över havet och ytan är 40,3 kvadratkilometer. Räknas de 3 avrinningsområdena uppströms in blir den ackumulerade arean 75,04 kvadratkilometer. Höksjöälven som avvattnar avrinningsområdet har biflödesordning 3, vilket innebär att vattnet flödar genom totalt 3 vattendrag innan det når havet efter 407 kilometer. Avrinningsområdet består mestadels av skog (65 procent) och sankmarker (27 procent). Avrinningsområdet har 0,3 kvadratkilometer vattenytor vilket ger det en sjöprocent på 0,8 procent.